# レボン・タンダイ

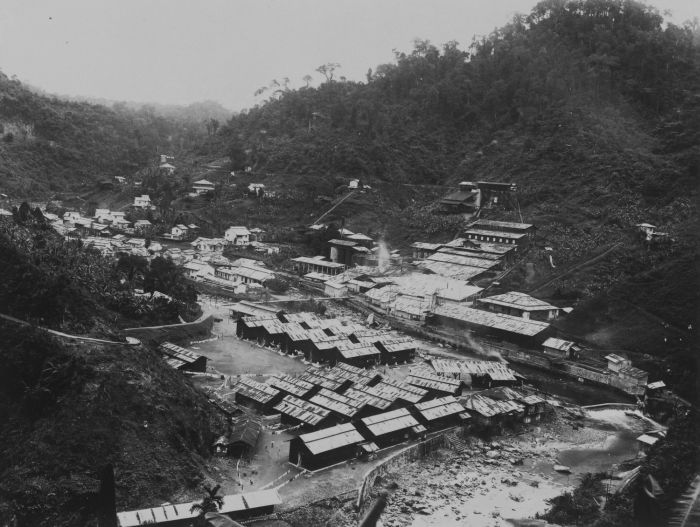
オランダ植民地時代のレボン・タンダイ

レボン・タンダイは、インドネシアブンクル州北ブンクル県のナパールプティ地区にある村である。住民は556人（2010年の国勢調査）。
この村は、澄んだルサン川が流れており、オランダ植民地時代に建設された「トコロタン」と呼ばれるダムがある。レボン・タンダイの電力需要は、独立して維持管理されているオランダの水車によって24時間供給されている。

## 金鉱山
この村は、 1910年のオランダ植民地時代から、金鉱山として知られている。 1945年にインドネシアが独立した後、金鉱とオランダの遺した設備がレボン・タンダイの人々に引き継がれた 。
1988年、レボン・タンダイの住民は、村の金鉱を拡張するPT Lusang Miningによって強制的に移住させられた。しかし、 1994年にPT Lusang Miningは破産し、レボン・タンダイを去った。強制移住させられていたレボン・タンダイの元住民は帰郷した 。

## 最近の状況
現在、レボン・タンダイ村は鉱山村から新しい行政区に変わった。鉱業活動により、レボンは貴金属鉱物を積極的に生産している地域であるだけでなく、行政の中心と新しい経済に弾みをつけている。レボンの開発プログラムは、コミュニティの生活の中で社会的相互作用の新しい関係、すなわち先住民と移民の間の相互作用を生み出した。しかし、レボンは、北ブンクルの森の奥にあって、地形が非常に傾斜して急勾配であるため、ナパール・プティ地区の中心地であるナパール・プティ村（Napal Putih）との間にモレック（Motor Lori Ekspress）があるものの、交通の便が非常に悪い 。

## ギャラリー

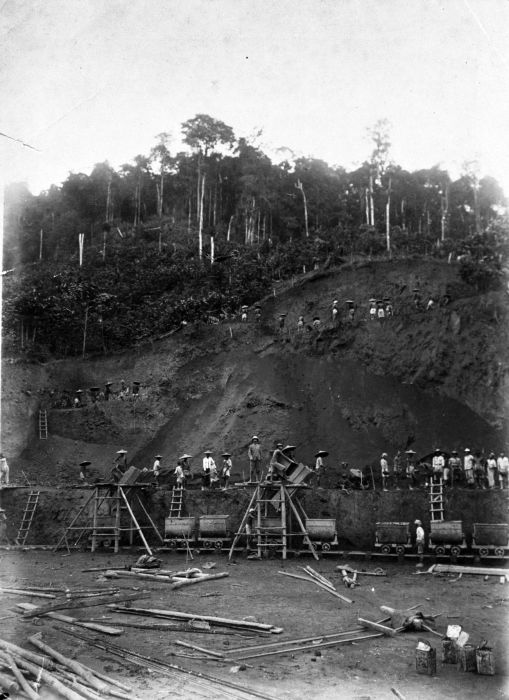
金の採掘活動
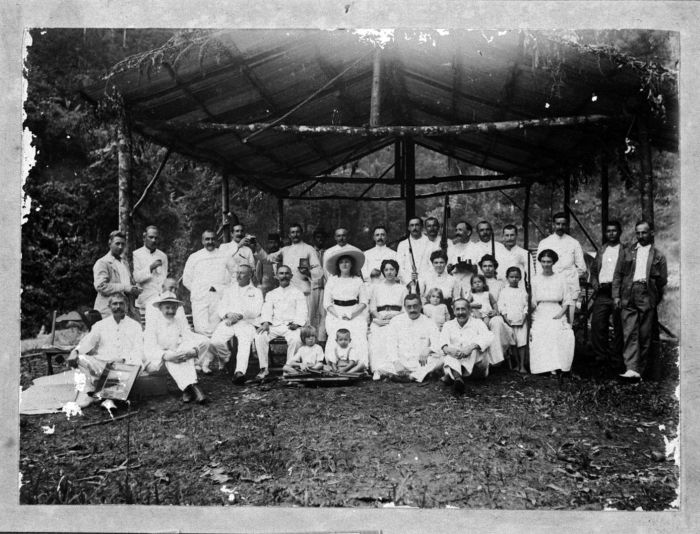
レボン・タンダイのオランダ人
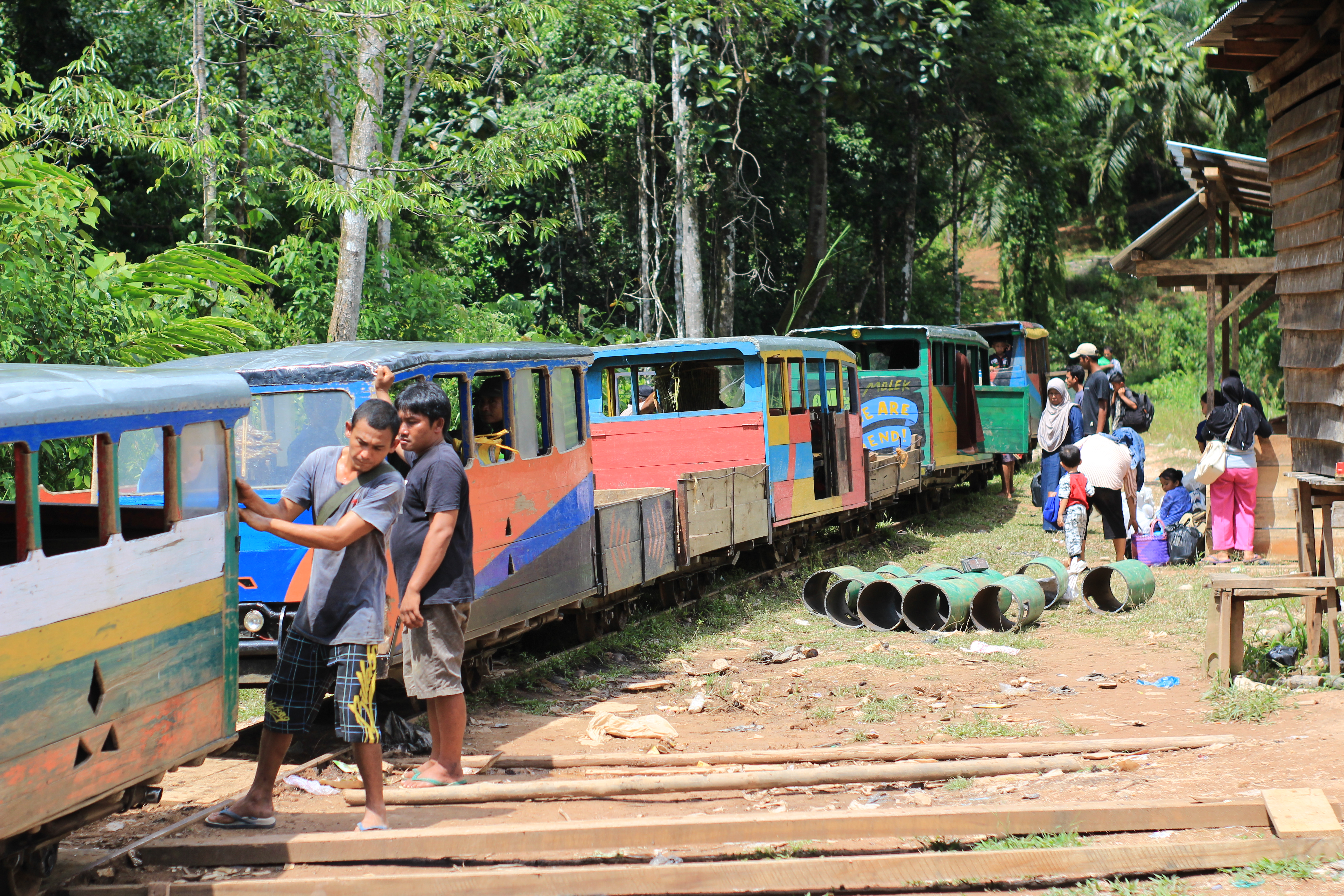
モレック

## 参照
1. ↑  Rahmana, Siti (2018). Dari Mendulang Jadi Menambang. Yogyakarta: Deepublish. pp. 15. ISBN 9786024538989
2. ↑  Acara Jelajah, Minggu, 13 Maret 2011 pukul 08.00 WIB di Trans TV
3. ↑  Rahmana, Siti (2018). Dari Mendulang Jadi Menambang. Yogyakarta: Deepublish. pp. 83. ISBN 9786024538989